# Umbonia
Genre
Le genre Umbonia, parfois appelé ombonie comprend des insectes hémiptères de la famille des Membracidae. Il se caractérise par des espèces dont les individus présentent sur leurs prothorax une pointe ou corne.
Le nom provient du latin Umbo qui désigne le milieu élevé d'un bouclier.

## Liste d'espèces
Selon NCBI (20 mars 2018) :
- Umbonia ataliba
- Umbonia crassicornis
- Umbonia reducta
- Umbonia spinosa

Selon EOL (16 avril 2018) et 3I :
- Umbonia amazili Fairmaire, 1846
- Umbonia ataliba Fairmaire, 1846
- Umbonia crassicornis Amyot & Serville, 1843
- Umbonia curvispina Stål, 1869
- Umbonia ermanni Griffini, 1895
- Umbonia formosa Creão-Duarte & Sakakibara, 1997
- Umbonia gladius Fairmaire, 1846
- Umbonia lutea Funkhouser, 1922
- Umbonia octolineata Goding, 1930
- Umbonia reclinata Germar, 1835
- Umbonia reducta Walker, 1851
- Umbonia richteri Creão-Duarte & Sakakibara, 1997
- Umbonia signoreti Fairmaire, 1846
- Umbonia spinosa Fabricius, 1775
- Umbonia struempeli Creão-Duarte & Sakakibara, 1997

## Publication originale
- Burmeister, H. C. C., 1835. Schnabelkerfe. Rhynchota. Handbuch der Entomologie. Gustav Reimer, Berlin. 2(1): 1-396.(texte intégral - Umbonia p. 138)

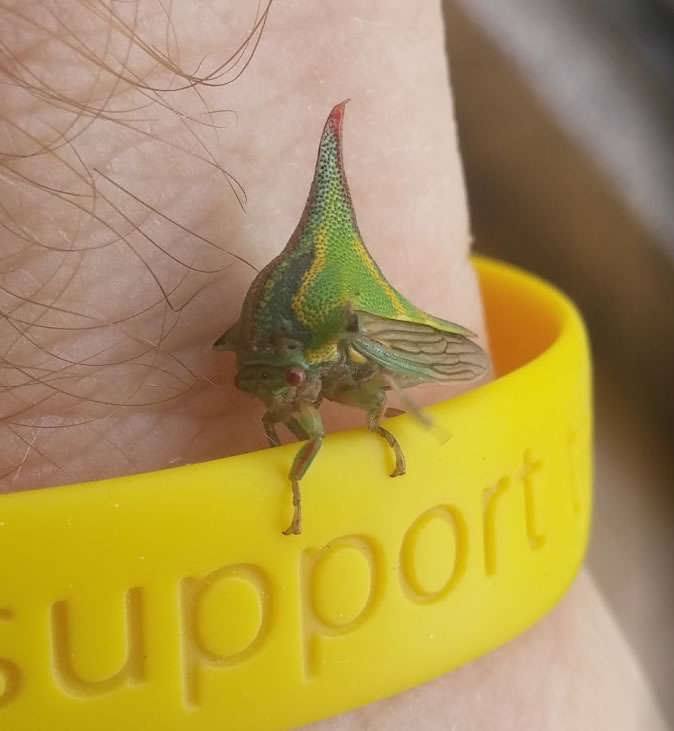
Umbonia spinosa
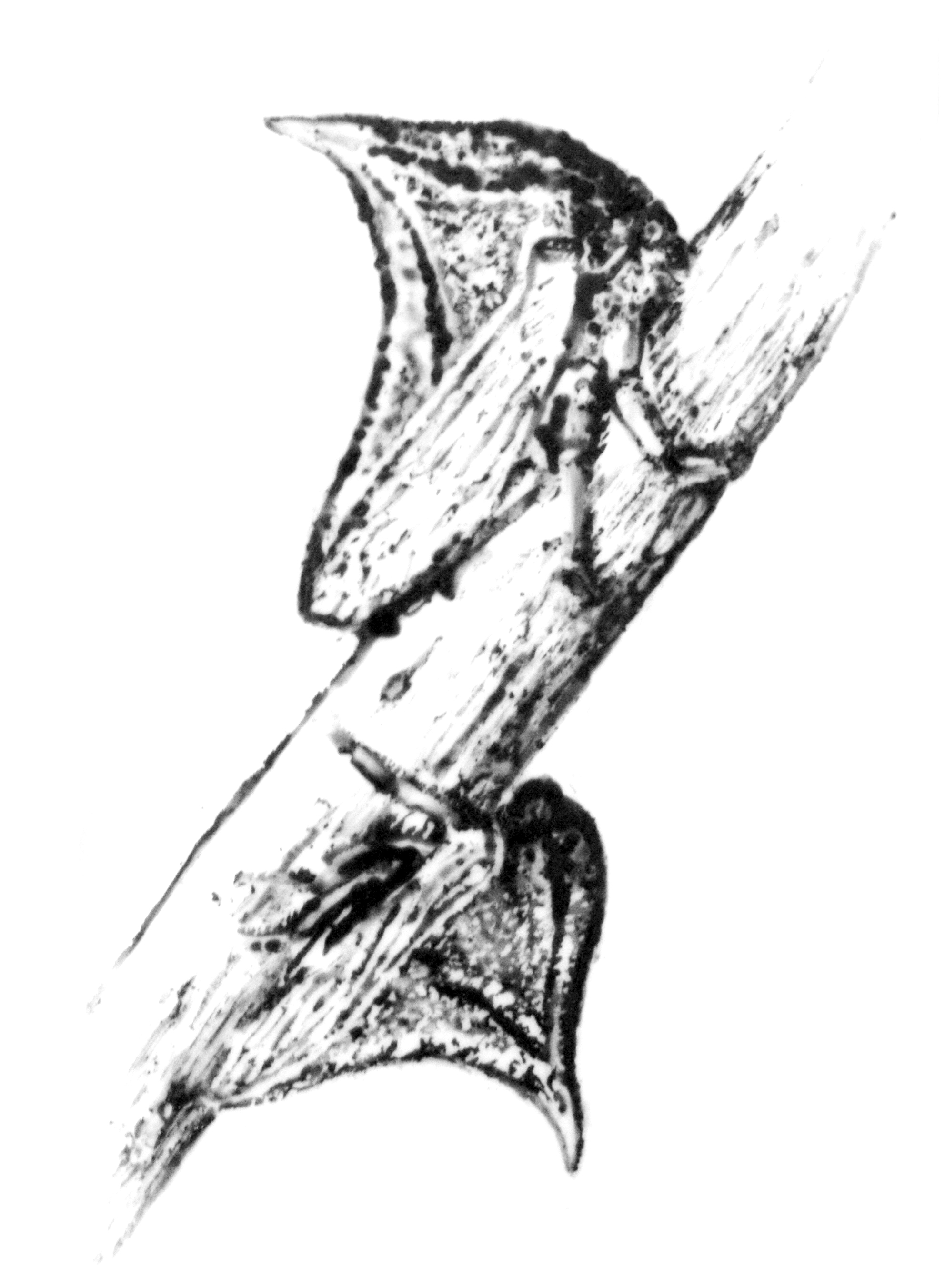
Umbonia spinosa
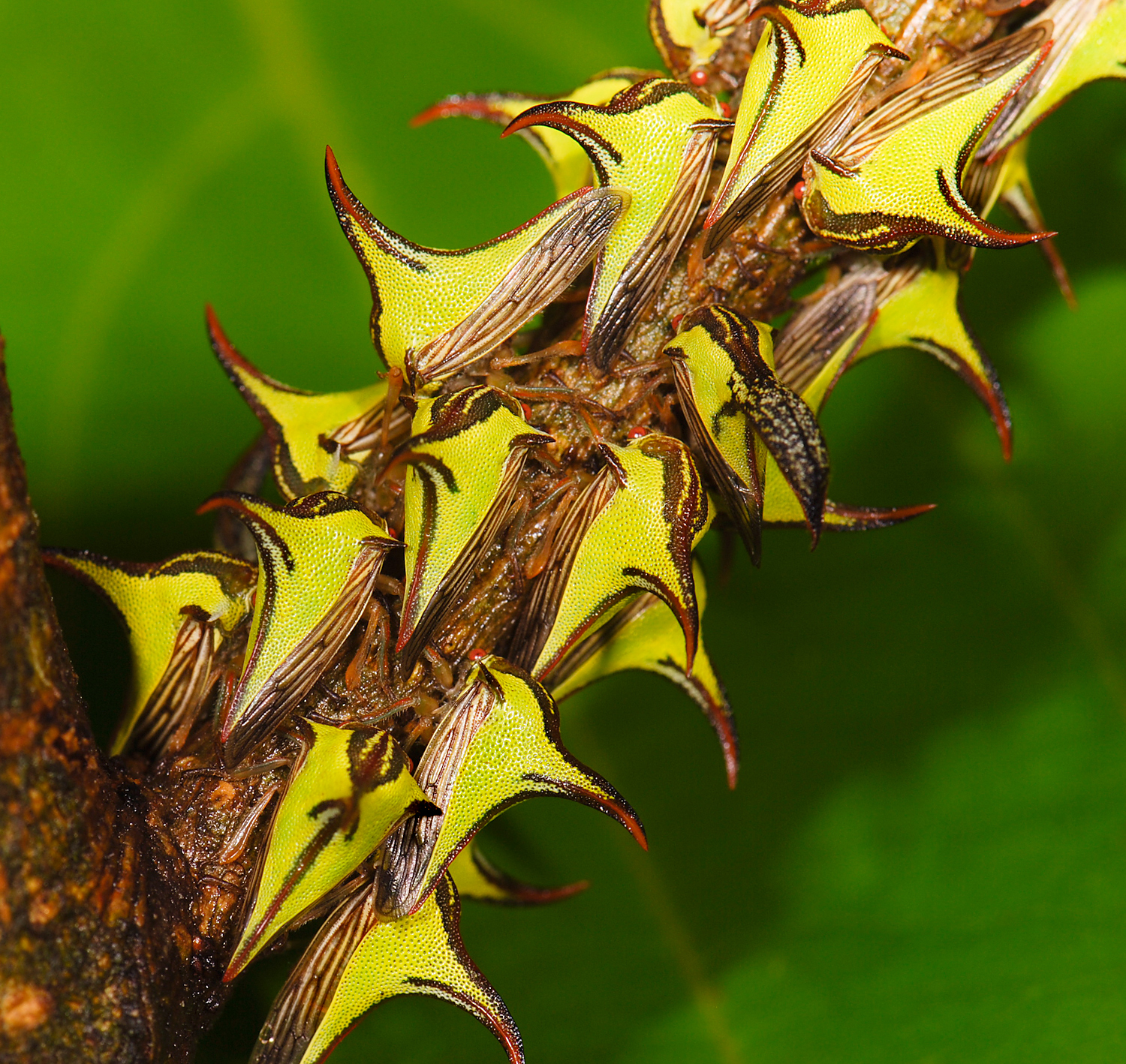
Umbonia crassicornis
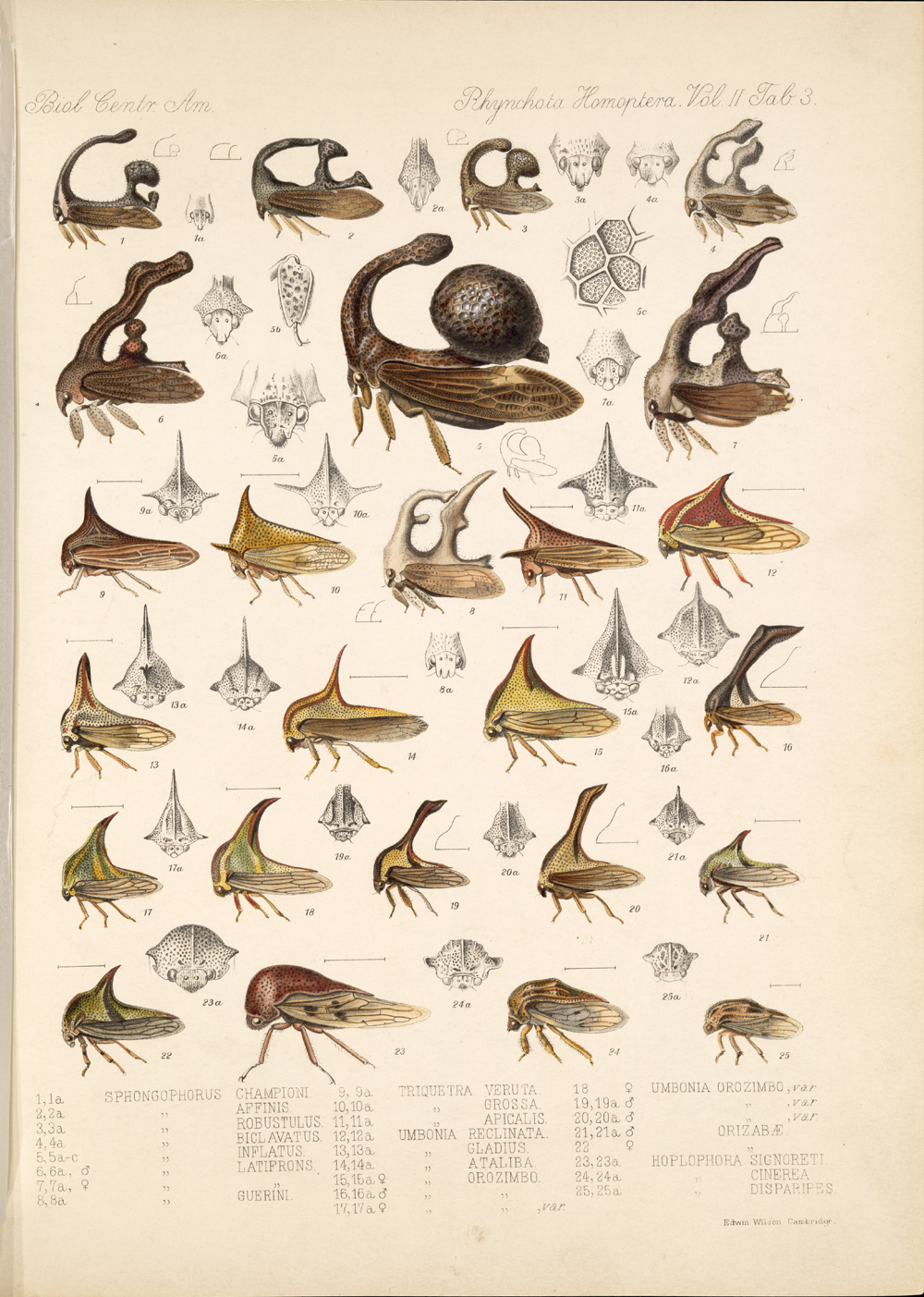